# Vojtěch Polák
Vojtěch Polák (ur. 27 czerwca 1985 w Ostrov nad Ohří) – czeski hokeista, reprezentant Czech.
Jego ojciec Vojtěch (ur. 1957) i brat Tomáš (ur. 1990) także zostali hokeistami.

## Kariera
- HC Slavia Karlowe Wary U18 (1999-2001)
- HC Slavia Karlowe Wary U20 (2000-2004)
- HC Karlowe Wary (2001-2005)
- HC Dukla Jihlava U20 (2004/2005)
- HC Dukla Jihlava (2004/2005)
- SK Kadaň (2004/2005)
- Iowa Stars (2005-2008)
  -  Dallas Stars (2005, 2006)
- HC Energie Karlowe Wary (2008)
- HC Oceláři Trzyniec (2008-2011)
- Kloten Flyers (2011-2012)
- SCL Tigers (2012)
- HC Energie Karlowe Wary (2012/2013)
- Piráti Chomutov (2012/2013)
- HC Davos (2013)
- Dinamo Ryga (2013)
- HC Oceláři Trzyniec (2013-2014)
- Ilves (2014-2015)
- HPK (2015-2016)
- SaiPa (2016)
- Siewierstal Czerepowiec (2016-2017)
- Jugra Chanty-Mansyjsk (2017-2018)
- Admirał Władywostok (2018-2019)
- HC Energie Karlowe Wary (2019-2020)
- HC Vítkovice (2020-2021)
- AIK Ishockey (2021)
- HSC Csíkszereda (2021)
- Sheffield Steelers (2021-2022)
- Cracovia (2022-2023)
- HC Baník Sokolov (2023/2024)

Wychowanek klubu HC Karlowe Wary. Do 2005 grał w drużynach tego klubu, w tym w seniorskiej w rozgrywkach czeskiej ekstraligi. W drafcie NHL z NHL 2003 został wybrany przez Dallas Stars. Od 2005 przez trzy sezony i w tym okresie występował w zespole farmerskim, Iowa Stars w lidze AHL, natomiast w klubie z Dallas zagrał w pięciu spotkaniach w NHL w październiku 2005 i w grudniu 2006. Pod koniec sezonu 2007/2008 wrócił do Czech i początkowo grał w macierzystych Karlowych Warach, a potem trzy sezony w Trzyńcu. Potem od 2011 grał w dwóch edycjach szwajcarskiej ligi NLA. W 2013 krótkotrwale był zawodnikiem łotewskiego Dinama Ryga w rosyjskich rozgrywkach KHL, po czym odszedł do Trzyńca. Od 2014 przez dwa lata grał w klubach fińskiej ligi Liiga. Od 2016 ponownie grał w KHL, tym razem kolejno w trzech rosyjskich zespołach. Sezon 2019/2020 rozegrał ponownie w Karlowych Warach. Od września 2020 był zawodnikiem czeskiego HC Vítkovice, skąd w marcu 2021 został wypożyczony do szwedzkiego AIK w lidze Allsvenskan. W lipcu 2021 został zaangażowany do rumuńskiego klubu HSC Csíkszereda. Na początku sezonu 2021/2022 przeszedł do angielskiej drużyny Sheffield Steelers w brytyjskich rozgrywkach EIHL. W lipcu 2022 ogłoszono jego transfer do Cracovii w Polskiej Hokej Lidze. Od sierpnia 2023 zawodnik HC Baník Sokolov.
W barwach reprezentacji Czech uczestniczył w turniejach mistrzostw świata do lat 17 edycji 2002, mistrzostw świata juniorów do lat 18 edycji 2003, mistrzostw świata juniorów do lat 20 edycji 2004. W sezonie 2004/2005 występował w seniorskiej reprezentacji kraju w meczach turnieju Euro Hockey Tour.

## Sukcesy
Klubowe
- Srebrny medal mistrzostw Czech: 2008 z HC Energie Karlowe Wary
- Złoty medal mistrzostw Czech: 2011 z HC Oceláři Trzyniecs